# Рохбар, Косим
Косим Рохбар (тадж. Қосим Роҳбар; Касым Рахбарович Касымов; род. 3 октября 1964, Ленинабад, Таджикская ССР) — политический и государственный деятель Таджикистана.

## Биография
В 1981 году окончил среднюю школу № 18 имени С. Айни в Ленинабаде, в 1986 году — агрономический факультет Таджикского сельскохозяйственного института, после чего работал агротехником, агрономом-энтомологом колхоза «40 лет Октября» Ходжентского района.
С 1989 года — на комсомольской работе (второй секретарь райкома комсомола Ходжентского района, в 1992—1994 годы — председатель Союза молодёжи Ленинабадской области). С 1994 по 1996 — председатель Ходжентского района.
В 12 феврале 1996-декабре 2006 года — председатель Ленинабадской (с февраля 2000 — Согдийской) области, в т оже время — представитель президента и председатель Маджлиса народных депутатов Согдийской области. В этот же период был народным депутатом Маджлиси Оли (1995—2000) от 122 Явинского округа (член Комитета по науке, образованию и молодёжной политике), членом Высшего Собрания Республики Таджикистан (в 2000—2005 — председатель комитета по экономике и коммуникациям, с апреля 2005 по декабрь 2006 — первый заместитель председателя Высшего Собрания).
С 6 декабря 2006 по январь 2008 года — председатель Согдийского Исполнительного комитета Народно-демократической партии.
С 2008 года по 10 марта 2015 года — министр сельского хозяйства Республики Таджикистан. За время пребывания на посту министра сельского хозяйства он внес ценный вклад в развитие сельскохозяйственного сектора. В том числе, за период 2008 – 2015 гг. Обеспечено ежегодное увеличение валовой сельскозяйственной продукции от 6 до 10%. (источник: статистический бюллетень «Социально-экономическая ситуация Республики Таджикистан», 2008 – 2015 гг);
В этот период повысилась продуктивность следующих основных сельскохозяйственных продукций: зерновые – 8,3 ц/га; хлопок – 4,4 ц/га; картофель – 16,6 ц/га, овощные – 74,2 ц/га; бахчевые - 26,9 ц/га, фрукты - 19,8 ц/га; виноград - 19,6 ц/га. (источник: статистический бюллетень «форма 29 – сельское хозяйство», 2008 – 2015гг.);
В 2009 г. впервые в истории сельскохозяйственной отрасли Таджикистана производство зерновых составило более 1 млн. 300 тысяча т. (источник: Послание Президента Республики Таджикистан Маджлиси Оли Республики Таджикистан, 2010 г.);
Доля дехканских хозяйств всех форм собственности в валовом производстве основных сельскохозяйственных продукций по сравнению с 2007 г. увеличилась: по зерновым  на 14,6 %; по картофелю на 20,3 %; по овощам на 13%; по бахчевым на 23,8 %; по количество фруктам на 10%;, по количество яиц на 32,4%; по количество мёду на 2,8% и по производство рыбной продукции на 89,7 %.  (источник: статистический бюллетень «форма 29 – сельское хозяйство», 2008 – 2015гг.);
Повторный сев в секторе дехканских и общественных хозяйств доведен до 92 тыс. гектаров, что составил 92%  от общего количества орошаемых озимых полей. (источник: статистический бюллетень «форма 3 – сельское хозяйство», 2010г.).
С 2008 года по 10 марта 2015 года — министр сельского хозяйства Республики Таджикистан.
С 10 марта 2015 года — 27 января 2022 года — председатель Комитета местного развития Таджикистана при Президенте Республики Таджикистан.
С 27 января 2022 года — 15 апреля 2024 года исполняющий обязанности председателя города Гиссар.
Занимал также общественные должности: первый заместитель председателя Общественного движения национального единства и возрождение Таджикистана (1997—2004), председатель Федерации бокса (с 1996), председатель Ассоциации любителей природы Согдийской области.
Отец — Касымов, Рахбар Рахматович.

### Семья
Женат, имеет шестерых детей..

## Награды
- орден Дружбы (1998).
- медаль к 10-й годовщине заседания Верховного Совета Республики Таджикистан (2002).
- Почётная грамота Маджлиси Милли Республики Таджикистан (2006).
- орден Исмоили Сомони 2-й степени (2006).
- медаль к 20-летию Независимости Республики Таджикистан (2012).
- медаль к 30 -летию Независимости Республики Таджикистан (2021).
- Отличник здравоохранения, искусства, образования, Почётный член Союза архитекторов Таджикистана, Заслуженный тренер Республики Таджикистан.
- Медаль «МПА СНГ. 25 лет» (27 марта 2017 года, Межпарламентская ассамблея СНГ) — за заслуги в деле развития и укрепления парламентаризма, за вклад в развитие и совершенствование правовых основ функционирования Содружества Независимых Государств, укрепление международных связей и межпарламентского сотрудничества[3].